# Odonatoptera
Pour le cladogramme, voir Odonatoptera (classification phylogénétique).
Super-ordre
Synonymes
- Campylopterodea Rohdendorf, 1962
- Odonatoidea Lameere, 1936

Les Odonatoptera forment un super-ordre d'insectes ailés fossiles et actuels, parfois placés au sein des Paleoptera mais qui forme selon certains un groupe paraphylétique. Les espèces de l'ordre des Odonata, incluant les libellules et les demoiselles sont les seuls membres vivants de ce groupe.
Les Odonatoptera sont apparus au Bashkirien, au début du Carbonifère supérieur, il y a environ 320 Ma (millions d'années). Ils étaient alors beaucoup plus diversifiés qu'aujourd'hui et contenaient des genres de taille gigantesque, notamment Meganisoptera (communément appelé « libellules géantes », bien qu’ils ne soient pas des libellules au sens strict).

## Classification
Selon Biological library, le super-ordre Odonatoptera contient les ordres suivants :
- † Geroptera
- † Meganisoptera (ou Protodonata) – « libellules géantes »
- Odonata – Libellules et Demoiselles

Selon Wikispecies:
- Clade: Holodonata
- Clade: incertae sedis († Geroptera)
- Familles non-classées: †Bakteniidae, †Lodeviidae, †Luiseiidae et †Voltzialestidae
- Genre non-classé: †Rasnitsynala